# Championnat d'Espagne masculin de handball 2015-2016
Navigation
Liga ASOBAL 2014-2015 Liga ASOBAL 2016-2017
Le Championnat d'Espagne masculin de handball 2015-2016 est la soixante cinquième édition de cette compétition.
Le FC Barcelone remporte son 23e titre, le 3e consécutif avec 100 % de victoires.

## Participants
| Club                       | Rang en 2014-15 | Entraineur             | Localisation    | Salle                                        | Capacité |
| -------------------------- | --------------- | ---------------------- | --------------- | -------------------------------------------- | -------- |
| FC Barcelone               | 1er             | Xavi Pascual           | Barcelone       | Palau Blaugrana                              | 8 250    |
| Naturhouse La Rioja        | 2e              | Jota González          | Logroño         | Palais des sports de La Rioja                | 3 851    |
| BM Granollers              | 3e              | Carlos Viver           | Granollers      | Palais des sports de Granollers              | 5 685    |
| SCDR Anaitasuna            | 4e              | Aitor Etxaburu         | Pampelune       | Pavillon Anaitasuna                          | 2 500    |
| CB Cangas                  | 5e              | Víctor García Pillo    | Cangas          | Municipal O Gatañal                          | 3 000    |
| CB Benidorm                | 6e              | Fernando Latorre       | Benidorm        | Polideportivo Manuel Camba                   | 3500     |
| CB Ademar León             | 7e              | Daniel Gordo Rios      | León            | Palais des sports de León                    | 6 000    |
| CB Villa de Aranda         | 8e              | Jacobo Cuétara         | Aranda de Duero | Pabellón Príncipe de Asturias                | 3 000    |
| BM Huesca                  | 9e              | José Francisco Nolasco | Huesca          | Palacio Municipal de Huesca                  | 5 500    |
| CB Puente Genil            | 10e             | Antonio Ortiz          | Puente Genil    | Polideportivo Municipal Alcalde Miguel Salas | 600      |
| AD Ciudad de Guadalajara   | 11e             | Mateo Garralda         | Guadalajara     | Multiusos de Guadalajara                     | 5 894    |
| CB Puerto Sagunto          | 12e             | Patxi Martí            | Sagonte         | Pabellón Municipal de Internúcleos           | 2 500    |
| BM Aragón                  | 13e             | ?                      | Saragosse       | Pavillon Príncipe Felipe                     | 12 000   |
| Balonmano Ciudad Encantada | 14e             | Zupo Equisoain         | Cuenca          | Municipal El Sargal                          | 1 900    |
| SD Teucro                  | 1er (D2)        | Javier Barrios         | Pontevedra      | Pavillón Municipal                           | 3 500    |
| Balonmano Sinfín           | 2e (D2)         | Rodrigo Reñones        | Santander       | Pabellón de La Albericia                     | 4 000    |

## Compétition

### Classement final
|    | Équipe                     | Pts | J  | G  | N | P  | Bp   | Bc  | Diff |
| -- | -------------------------- | --- | -- | -- | - | -- | ---- | --- | ---- |
| 1  | FC Barcelone (T, S)        | 56  | 28 | 28 | 0 | 0  | 1059 | 704 | 355  |
| 2  | Naturhouse La Rioja        | 43  | 28 | 21 | 1 | 6  | 902  | 763 | 139  |
| 3  | CB Ademar León             | 38  | 28 | 17 | 4 | 7  | 821  | 757 | 64   |
| 4  | BM Granollers              | 37  | 28 | 17 | 3 | 8  | 863  | 778 | 85   |
| 5  | CB Cangas                  | 28  | 28 | 12 | 4 | 12 | 764  | 798 | -34  |
| 6  | CB Villa de Aranda         | 27  | 28 | 11 | 5 | 12 | 817  | 834 | -17  |
| 7  | Helvetia Anaitasuna        | 27  | 28 | 11 | 4 | 13 | 768  | 799 | -31  |
| 8  | CB Benidorm                | 26  | 28 | 10 | 4 | 14 | 728  | 796 | -68  |
| 9  | CB Puerto Sagunto          | 22  | 28 | 9  | 4 | 15 | 780  | 850 | -70  |
| 10 | BM Huesca                  | 22  | 28 | 7  | 8 | 13 | 756  | 790 | -34  |
| 11 | Balonmano Ciudad Encantada | 22  | 28 | 9  | 4 | 15 | 726  | 808 | -82  |
| 12 | Quabit BM Guadalajara      | 21  | 28 | 8  | 5 | 15 | 772  | 822 | -50  |
| 13 | Balonmano Sinfín (P)       | 19  | 28 | 8  | 3 | 17 | 758  | 840 | -82  |
| 14 | CB Puente Genil            | 19  | 28 | 8  | 3 | 17 | 712  | 808 | -96  |
| 15 | SD Teucro (P)              | 16  | 28 | 5  | 6 | 17 | 811  | 890 | -79  |
| 16 | BM Aragón                  | 0   | 00 | 0  | 0 | 0  | 000  | 000 |      |

|     | Champion d'Espagne 2015-2016              |
|     | Qualification pour la Ligue des champions |
|     | Qualification pour la coupe de l'EHF      |
|     | Relégation en Division 2                  |
|     | Forfait général                           |
| (T) | Tenant du titre                           |
| (R) | Vainqueur de la Coupe du Roi              |
| (A) | Vainqueur de la Coupe ASOBAL              |
| (S) | Vainqueur de la Supercoupe                |
| (P) | Promu de Division 2 en début de saison    |

### Champion d'Espagne 2015-2016
| Champion d'Espagne de handball 2015-2016 FC Barcelone 23e titre |

## Statistiques et récompenses

### Statistiques
- meilleur buteur : Guillermo Corzo (CB Puerto Sagunto), 199 buts[2],
- meilleur gardien (nombre d'arrêts) : Vladimir Cupara (CB Ademar León), 281 arrêts[2]
- meilleur gardien (pourcentage d'arrêts) : Danijel Šarić (FC Barcelone), 41,39 % d'arrêts[2].

### Récompenses
À l'issue du championnat d'Espagne dominé par le FC Barcelone qui a remporté tous les titres nationaux, l'équipe-type de la saison est :
| Catégorie                                        | Joueur                                              | Catégorie              | Joueur                                                  |
| Meilleur gardien de but                          | Vladimir Cupara (CB Ademar León, 21,9 %)            | Meilleur entraîneur    | Rafael Guijosa (CB Ademar León, 18,6 %)                 |
| Meilleur gardien de but                          | Gonzalo Pérez de Vargas (FC Barcelone, 20,9 %)      | Meilleur entraîneur    | Jacobo Cuétara (CB Villa de Aranda, 12,8 %)             |
| Meilleur gardien de but                          | Gurutz Aguinagalde (Naturhouse La Rioja, 12,2)      | Meilleur entraîneur    | Xavier Pascual Fuertes (FC Barcelone, 11,6 %)           |
| Meilleur ailier gauche                           | Ángel Fernández Pérez (Naturhouse La Rioja, 28,2 %) | Meilleur ailier droit  | Javier Muñoz (CB Villa de Aranda, 17,7 %)               |
| Meilleur ailier gauche                           | José Mario Carrillo (CB Ademar León, 17,1 %)        | Meilleur ailier droit  | Víctor Tomás (FC Barcelone, 16,2 %)                     |
| Meilleur ailier gauche                           | Guðjón Valur Sigurðsson (FC Barcelone, 16,1 %)      | Meilleur ailier droit  | Pedro Rodríguez (Naturhouse La Rioja, 12,7 %)           |
| Meilleur arrière gauche                          | Wael Jallouz (FC Barcelone, 19,0 %)                 | Meilleur arrière droit | Oswaldo Dos Santos Maestro (CB Villa de Aranda, 24,8 %) |
| Meilleur arrière gauche                          | Alejandro Costoya (Helvetia Anaitasuna, 11,6 %)     | Meilleur arrière droit | Kiril Lazarov (FC Barcelone, 23,9 %)                    |
| Meilleur arrière gauche                          | Juan Luís Moyano (CB Villa de Aranda, 9,7 %)        | Meilleur arrière droit | Eduardo Gurbindo (FC Barcelone, 16,4 %)                 |
| Meilleur demi-centre                             | Raúl Entrerríos (FC Barcelone, 24,5 %)              | Meilleur pivot         | Adrià Figueras (BM Granollers, 21,0 %)                  |
| Meilleur demi-centre                             | Juan Castro (Helvetia Anaitasuna, 11,4 %)           | Meilleur pivot         | Jesper Nøddesbo (FC Barcelone, 10,4 %)                  |
| Meilleur demi-centre                             | Erik Balenciaga (SD Teucro, 8,4 %)                  | Meilleur pivot         | Tomás Moreira (CB Villa de Aranda, 9,8 %)               |
| Meilleur défenseur                               | Viran Morros (FC Barcelone, 16,0 %)                 | Meilleur jeune         | Erik Balenciaga (SD Teucro, 43,3 %)                     |
| Meilleur joueur : Adrià Figueras (BM Granollers) |                                                     |                        |                                                         |